# Serumtransporten till Nome

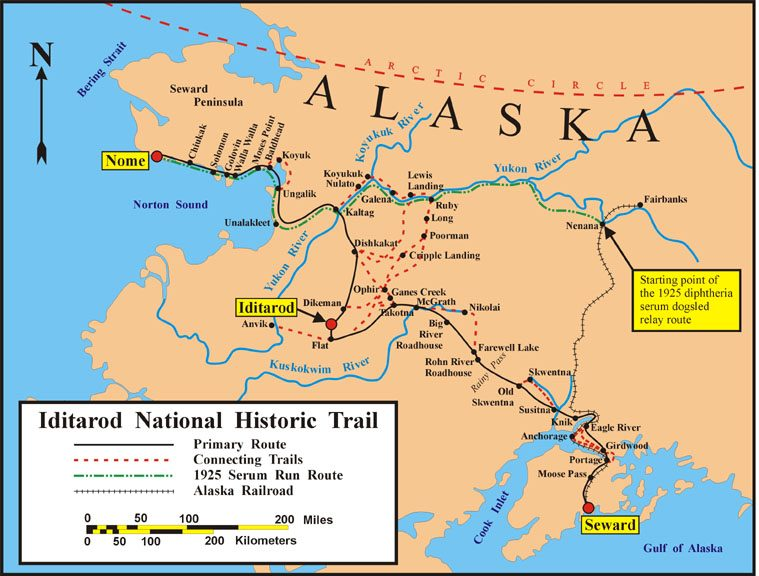
Karta över Alaska med serumtransporten från Iditarod till Nome utmärkt med en grön linje.

Serumtransporten till Nome även kallad The Great Race of Mercy var en stafett med hundslädar genom Alaska för att forsla medicin till staden Nome år 1925. 
Nome ligger på södra sidan av Sewardhalvön ved Berings sund, bara två grader söder om norra polcirkeln. Dess hamn är täckt av is från november till juli så under vinterhalvåret sker alla transporter med flyg. Staden grundades under guldrushen på 1900-talet och var fortfarande den största staden i norra Alaska år 1925.

## Bakgrund
I januari 1925 bröt en difteriepidemi ut bland eskimåerna i Nome. Havet var fruset och det var inte möjligt att 
flyga till Nome om vintern. På den tiden skedde all transport med hundsläde från Seward eller med Alaska Railroad från Seward till Nenana och därifrån med hundsläde till Nome.
En slädhundsexpedition organiserades för att frakta serum till Nome från Nenana, dit det hade transporterats med tåg från Anchorage. Rutten gick genom ett område med snöstorm med kraftiga vindar och temperaturer ned mot -50 °C. 

## Stafetten

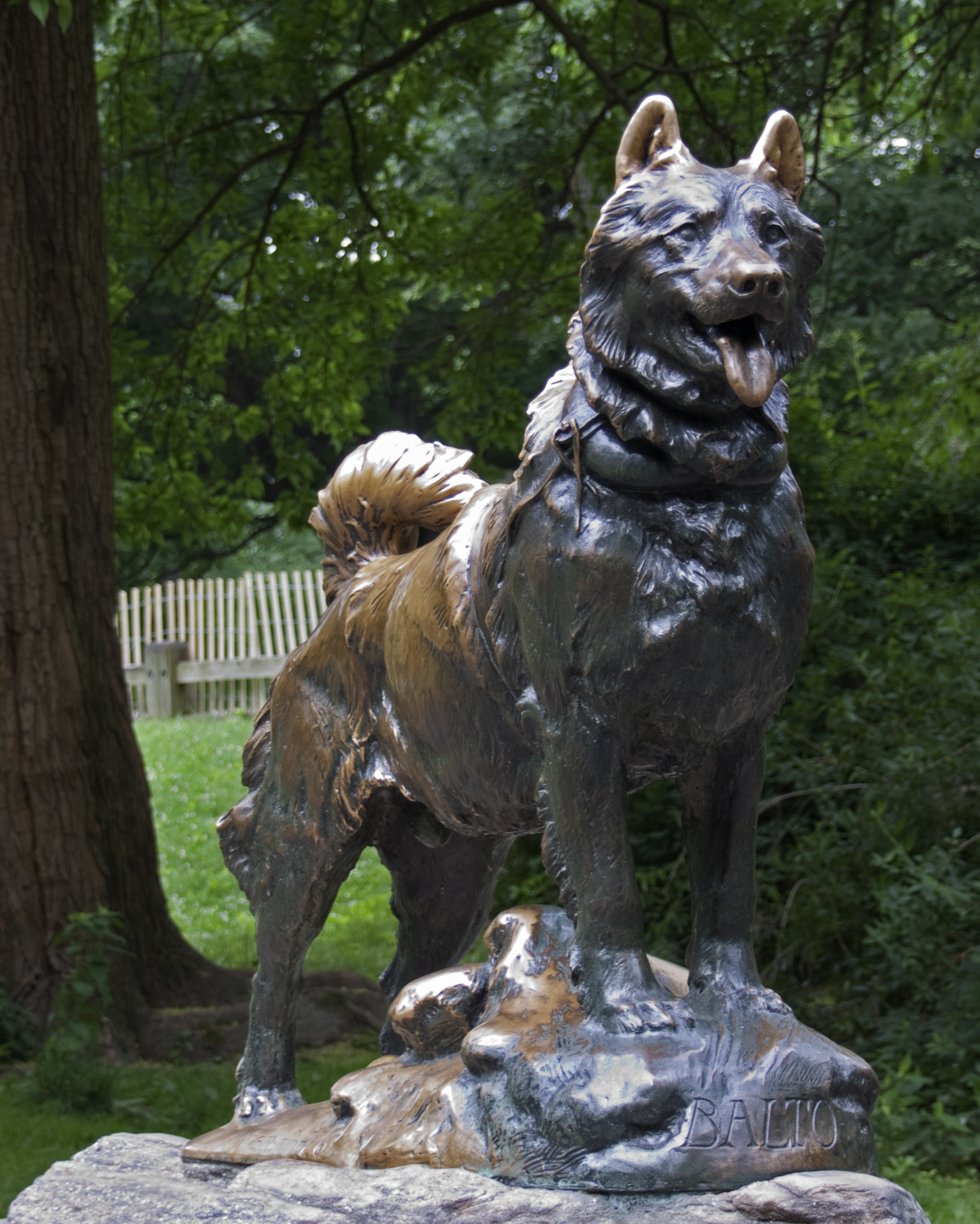
Staty av Balto i Central Park i New York.

Tjugo hundförare och mer än 150 slädhundar deltog i operationen. Den 27 januari hämtades serumet på stationen i Nenana av det första hundspannet. Norrmannen Leonhard Seppala och hans hundspann lett av hunden Togo körde från None till Shaktoolik för att hämta serumet och transportera det vidare till Mount McKinley där en annan hundförare tog över, en sträcka på mer än 400 kilometer. 
Den sista etappen till Nome kördes av Gunnar Kaasen med ledarhunden Balto. Kaasen skulle egentligen lämna serumet vidare till en annan hundförare undervägs men hundspannet var försenat så han körde hela vägen till Nome dit han anlände på eftermiddagen den 2 februari.

## Eftermäle
Slädhundstävlingen Iditarod har hållits varje år sedan 1973 till minne om serumtransporten till Nome. Tävlingen går från Anchorage till  Nome och är ett av världens mest krävande hundspannslopp.
Den animerade
långfilmen Balto, som spelades in år 1995, handlar om slädhunden Balto som var en av de hundar som deltog i slädhundstafetten till Nome under difteriepidemin 1925.